# Dimitrios Thanopoulos
Dimitrios Thanopoulos (griechisch Δημήτρης Θανόπουλος; * 2. August 1959 in Stemnitsa) ist ein ehemaliger griechischer Ringer.

## Biografie
Dimitrios Thanopoulos gewann bei den Olympischen Sommerspielen 1984 in Los Angeles im Mittelgewicht im griechisch-römischen Stil die Silbermedaille.